# 須永好
須永 好（すなが こう、1894年6月13日 - 1946年9月11日）は、日本の農民運動家。衆議院議員。香川県の「伏石事件」、新潟県の「木崎争議」とともに日本三大小作争議の1つとして有名な「強戸争議」を主導した。

## 経歴
群馬県新田郡成塚村（現太田市）出身。群馬県立太田中学校を中退し、農業に従事。1920年に近隣の強戸村で小作人組合（農民組合）を結成し、小作争議を指導。1922年から1924年にかけ、農会・村議会]の多数派更には村長までも組合側から送り出す「無産強戸村」の成立にまで至った。
この強戸争議を機縁として日本農民組合に参加し、1937年総選挙に社会大衆党公認で立候補して当選する。その後、農民組合が全国農民組合→大日本農民組合→農地制度改革同盟と戦時体制色を濃くしていく中、新体制運動とは距離を置く。1942年の翼賛選挙では非推薦で立候補したが、落選する。
戦後は日本社会党の結成に参加し、中央執行委員に就任。また、戦前の農民組合が大同団結して日本農民組合を結成すると、初代の組合長となる。1946年の総選挙で国政に復帰するが、議員在職中の同年9月10日、農地制度改革案に関する代表質問中に倒れ、翌日に急死した。
子息の須永城次は太田市議会議員を歴任している。社会党衆院議員だった須永徹は孫に当たる。

## 人物
趣味はタバコ。